# Sound of Tears
Pour plus de détails, voir Fiche technique et Distribution.
Sound of Tears est un film canadien sorti en 2014, réalisé et écrit par la réalisatrice camerounaise Dorothy A. Atabong.

## Synospsis
Amina et sa famille ont quitté la ville en fuyant son amant, Josh, mais celui-ci parvient à les retrouver.

## Récompenses
Sound of Tears a remporté le prix du meilleur court métrage de la diaspora lors de la 11e cérémonie des Africa Movie Academy Awards en 2015. Le film a été sélectionné par le festival Écrans noirs en 2016, et a été primé au Festival international du film d'images au féminin (IIFF) en 2018.

## Distribution
- Dorothy A. Atabong
- Edsson Morales
- Eugene Paul
- Rhoma Spencer
- Edgar Fraser
- Albert Williams
- Aisha Betham